# Mesocricetus brandti
Mesocricetus brandti познат још као Турски хрчак или Брандтов хрчак, али и као Азерски хрчак, или avurtlak, је врста глодара из породице хрчкова (лат. Cricetidae). У природи се налази у Турској, Азербејџану и околним земљама. Турски хрчак, први пут каталогизован 1878. године, прилично је близак рођак сиријском хрчку, мада се о њему зна много мање, а ријетко се држи као кућни љубимац. Популација турског хрчка се каже да опада у дивљини, али овај хрчак се често користи у лабораторијским испитивањима. Турски хрчци имају животни вијек од око двије године и усамљени су, ноћне животиње, које практикују хибернацију. Извјештава се да су агресивнији од осталих чланова породице Cricetidae. Они су препланули и тамни, пјешчано браон боје. Као и сви хрчци, турски хрчак има врећице за образе које му омогућавају да носи велике количине хране у једном тренутку.

## Опис
Дужина тијела хрчка је од 15 до 18 цм, а реп од 2 до 3 цм, дужина стопала је 16-26 мм. Висина уха је 10-24 мм. Тежина је 42-296 г. Мале, заобљене уши. Боја длаке горњег дијела тијела је земљано-смеђа. Стомак је смеђе-сив, увијек постоји црна мрља на грудима између предњих ногу, која иде преко рамена. Са стране, глава је жућкасто-црвена, испод ушију су издужене црне мрље, брада је бијела. Бијеле шапе са голим табанима. Читав капут је равномеран и мекан, а само на репу је много дебљи. Као и већина хрчака Старог свијета, закавкаски хрчак карактерише присуство врећица за образе. Тијело је коврчаво, реп није видљив из вуне, ноге су кратке. Обојеност — љети је боја крзна леђа тамносмеђа. Доња страна је бијела до пепељасто сива. На грудима је црна тачка. Скоро из угла уста почиње двострука пруга, која дијели главу на дијелове и прелази преко рамена. Горњи дио пруге је црнкасто-браон, доњи дио је шири и бјеличаст. На образу је жућкаста мрља. Зими, крзно је досадније. Обрис лобање је оватен: ширина зигоматичних лукова постепено се повећава у смјеру уназад, достижући највећу вриједност у подручју темпорозигоматичног шава. Кондилобазална дужина лобање обично није већа од 35 мм. Носна регија је скраћена. Носне кости, за разлику од оних хрчака из рода Cricetus, не сужавају се напријед. Бочне ивице носне регије су паралелне или мало ближе у правцу напријед. Инцизални отвори, почевши од половине своје дужине, шире се, а у предњој трећини се прилично оштро сужавају према крајевима.

## Распрострањење
Врста је присутна у Азербејџану, Грузији, Ирану, Јерменији, Русији и Турској.

## Станиште и начин живота
Врста Mesocricetus brandti има станиште на копну.
Турски хрчци се сматрају изузетно прилагодљивом врсто, који живе у шикарама, пјешчаним динама, пустињским степама и пољопривредним земљиштима. Земља у којој живи турски хрчак је изузетно сува и отворена, са прилично мало вегетације осим траве. Турски хрчци обично живе између 1.000 и 2.200 метара надморске висине. Овај хрчак се укопава у земљу за склониште, а његове јазбине могу бити 20 инча до 6 стопа испод површине земље. Ове јазбине су сложене, састоје се од неколико тунела који воде до одвојених ћелија за гнијежђење, храну и отпад. Турски хрчак јазбине су довољно добро опремљени за хрчке да хибернирају четири до 10 мјесеци (мада се извори разликују по овом питању), понекад спавају 30 дана у исто вријеме, мада се обично буди недјељно за дан или два активности.
Врста Mesocricetus brandti прави гнијезда. 

## Размножавање
Турски хрчци се одвајају од мајки након три недјеље његе. Након осам недеља старости, женке су сексуално зреле, али мужјаци не сазревају до шест мјесеци старости. Према иуцнредлист.орг, турски хрчци имају два до четири легла младих годишње, са четири до 20 младих по леглу, у просјеку 10. Petwebsite.com се разликује по овом питању, тврдећи да је величина легла између једног и 13 младих, са просјеком од 6. Гастација траје од 14 до 15 дана,[2] или 16–17 дана. Двије главне сезоне размножавања су прољеће и јесен, када је дужина дана око 15–17 сати дневно.

## Исхрана
Турски хрчци имају прилично разноврсну исхрану, преживљавајући првенствено на житарицама и биљу. Они једу инсекте повремено и чувају корење и лишће у својим јазбинама за хибернацију. Како турски хрчци често живе у близини и међу пољопривредним земљиштима, често једу људске усјеве и сматрају се штеточинама.

## Однос према другим хрчцима
Сви хрчци су усамљена створења и генерално су агресивни. Турски хрчци су најближе повезани са сиријским хрчком. Турски хрчак се сматра агресивнијим од ова два, али то би могло бити зато што је друга врста припитомљена.

## Као кућни љубимци
Турски хрчци се држе као кућни љубимци од стране неких. Хрчци су агресивни по природи и ови хрчци су недавне врсте кућних љубимаца, али ова врста се и даље побољшава. Припитомљавање хрчка био је прилично недавни развој; 1930. године породица сиријских хрчака је припитомљена, и то је био први случај припитомљавања хрчака у историји. Од тада, само пет од 18 врста хрчка - Камбелов патуљасти хрчак, ђунгарски хрчак, хрчак Робовског, сиријски хрчак и кинески хрчак - су припитомљени и продају се у продавницама кућних љубимаца. Турски хрчци се често користе у лабораторијским експериментима.

## Популација и угроженост
Ова врста је на нижем степену опасности од изумирања, и сматра се скоро угроженим таксоном. Године 1996. турски хрчак је категоризован као животиња са најмањим ризиком од изумирања, али због случајева директног тровања од стране фармера, сада је скоро угрожен.

### Популациони тренд
Турски хрчак је ријетка врста, али је најраспрострањенија из породице хрчкова (лат. Cricetidae). Његова способност да живи у различитим срединама значи да турски хрчак често живи на пољопривредним површинама, а на њега се гледа и контролише се као пољопривредна штеточина.
Популација ове врсте се смањује, судећи по расположивим подацима.
Потребно је више података да би се разумио пад становништва.

## Спољашња веза
- Кичмењаци Русије: Брандтов хрчак Архивирано на веб-сајту  (30. новембар 2021)